# الزهرة
الزُّهَرَة (رمزه: ) هو ثاني كواكب المجموعة الشمسية من حيث المسافة بينه وبين الشمس. يبعد الزهرة عن الشمس نحو 108 مليون كيلومتر، ومَدَارُه حول الشمس ليس دائريًا تمامًا، وهو كوكب ترابي مثل كوكبي عطارد والمريخ، وهو شبيه بكوكب الأرض من حيث الحجم والتركيب. سُمّي فينوس نسبة إلى إلهة الجمال عند الروم، أما سبب تسميته بالزهرة فبحسب ما ورد في لسان العرب: الزُّهْرَة هي الحسن والبياض، زَهرَ زَهْراً والأَزْهَر أي الأبيض المستنير. والزُّهْرَة: البياض النير، ومن هنا سُمّي بكوكب الزُّهَرَة. قال في لسان العرب: (والزُّهَرَة، بفتح الهاء: هذا الكوكب الأَبيض). أي أن اسمه يعود إلى سطوع هذا الكوكب ورؤيته من الكرة الأرضية، وذلك لانعكاس كمية كبيرة من ضوء الشمس بسبب كثافة الغلاف الجوي فيه الكبيرة.
كوكب الزُّهَرَة أقرب إلى الشمس من الأرض، حيث يدور في مداره حول الشمس ويبعد عنها نحو 108 مليون كيلومتر، بينما تدور الأرض في مدارها خارج مدار الزهرة على بعد 150 مليون كيلومتر من الشمس. لذلك فإنه يرى في نفس الناحية التي تكون بها الشمس. ولذلك فإن رؤيته من على سطح الأرض ممكن فقط قبل الشروق أو بعد المغيب بوقت قصير. ولذلك يطلق عليه أحيانًا تسمية نجم الصبح أو نجم المساء. وعند ظهوره في تلك الفترة، يكون أسطع جسم مضيء في السماء. ولموقعه هذا ميزة تجعل منه أحد كوكبين ثانيهما عطارد، تنطبق عليهما ظاهرة العبور، وذلك حين يمر كل منهما بين الشمس والأرض ويتوسطهما. وشوهد عبور الزهرة عام 2012 والعبور الذي قبله كان عام 2004.
على سطح الزُّهَرَة توجد جبال معدنية مغطاة بصقيع معدني من الرصاص تذوب وتتبخر في الارتفاعات الحرارية. كانت بنية سطح الزهرة موضع تخمينات علميّة أكثر منه موضع دراسات فعليّة، وقد استمر الأمر على هذا المنوال حتى أواخر القرن العشرين عندما استطاع العلماء رسم خريطة لسطحه بعد أن أرسلوا مركبة «ماجلان» الفضائية التي التقطت صورًا لسطحه بين عاميّ 1990 و1991. أظهرت الصور أن على الكوكب براكين نشطة، كذلك تبيّن وجود نسبة مرتفعة من الكبريت في الجو، مما يفيد بأن تلك البراكين ما تزال تتفجر بين الحين والآخر، إلا أنه من غير المعلوم إن كان هناك أي تدفق للحمم البركانية يُرافق تلك الثورات. تبيّن أيضًا أن عدد الفوهات الصدمية قليل نسبيًا على السطح، مما يعني أن هذا الكوكب ما يزال حديث النشأة، ويُحتمل بأن عمره يتراوح بين 300 و600 مليون سنة. ليس هناك أي دليل يدعم نظرية وجود صفائح تكتونيّة على سطح الزهرة، ولعلّ ذلك يرجع إلى كون القشرة الأرضيّة شديدة اللزوجة لدرجة لا تسمح لها أن تنفصل عن بعضها أو تبقى متماسكة مع غيرها بحال حصل ذلك، وسبب هذا هو انعدام الماء السائل على السطح، الذي من شأنه تقليل نسبة اللزوجة.
يُعتبر الزهرة كوكبًا عاصفًا ذو رياح شديدة ومرتفع الحرارة، وهو تقريبًا في مثل حجم الأرض، لهذا يطلق عليه أخت الأرض، حيث أن وزن الإنسان على سطحه سيكون تقريبًا مثل وزنه على الأرض. فلو كان وزن شخص ما 70 نيوتن فسيصل على سطح الزهرة إلى 63 نيوتن. تكسو الزهرة سحابة كثيفة من الغازات السامة تخفي سطحه عن الرؤية وتحتفظ بكميات هائلة من حرارة الشمس. ويعتبر كوكب الزهرة أسخن كواكب المجموعة الشمسية. وهذا الكوكب يشبه الأرض[ ؟ ] في البراكين والزلازل البركانية النشطة والجبال والوديان. والخلاف الأساسي بينهما أن جوه حار جدًا لا يسمح للحياة فوقه. كما أنه لا يوجد له قمر تابع كما للأرض. ونظراً لعدم وجود غلاف مغناطيسي فإن هذا الكوكب أصبح عرضة للرياح الشمسية.
تمتلك الزُّهَرَة غلافًا جويًا سميكًا جدًا وكثيف، مما يجعل مشاهدة سطحها أمرًا صعبًا للغاية. اكتشف ميخائيل لومونوسوف الغلاف الجوي لهذا الكوكب في القرن الثامن عشر. يتكون هذا الغلاف الجوي أساساً من ثنائي أكسيد الكربون وحمض الكبريتيك والنيتروجين. متوسط حرارته 449 درجة مئوية، وتعزى هذه الحرارة اللاهبة على سطحه إلى مفعول الدفيئة (الاحتباس الحراري) الذي يؤدي إلى الاحترار الناتج عن كثافة الغاز الكربوني الذي يحيل هذا الكوكب الذي تغنى بجماله القدماء إلى جحيم لا يطاق.

## الخصائص الفيزيائية
الزُّهَرَة هو أحد الكواكب الأرضية الأربعة وهذا يعني أنه يشبه الأرض في تركيبه الصخري كما يشبه في الحجم والكتلة. وغالبا ما يوصف بتوأم الأرض. قطر الزهرة أقل من قطر الأرض بستمائة وخمسين كيلومتر فقط وكتلته تساوي 81.5% من كتلة الأرض. لكن الظروف على سطح الزهرة مختلفة بشكل كبير عما هي عنه من على سطح الأرض. بسبب الغلاف الجوي الكثيف المؤلف بشكل أساسي من أكاسيد الكربون، حيث يتكون 95% من كتلة الغلاف الجوي من أكسيد الكربون[ ؟ ]. بينما العنصر الثاني في تركيب الغلاف الجوي هو النتروجين بنسبة 3.5% فقط.

### التركيب الداخلي
لا توجد معلومات مباشرة عن التركيب الداخلي للزهرة أو كيمياء الأرض بدون بيانات مشتقة من علم الزلازل أو معلومات عن عزم العطالة. على أي حال يفرض التشابه في الحجم والكثافة بين الأرض والزهرة فرضية التشابه في التركيب الداخلي: نواة ودثار وقشرة مثل الأرض. نواة كوكب الزهرة على أقل تقدير سائلة جزئيًا لأن كلا الكوكبين تعرض لنفس نسبة التبريد. كما يفرض الصغر بنسبة قليلة في حجم الزُّهَرَة عن الأرض بأن الضغوط الداخلية تحت القشر أقل بكثير مما هي عليه على الأرض. الفرق الرئيسي بين الكوكبين هو عدم وجود صفائح تكتونية على الزهرة، غالبًا بسبب جفاف القشرة والدثار. يؤدي هذا إلى التقليل من الضياع الحراري من الكوكب، ويمنعها من التبريد وهذا ما يفسر افتقارها إلى تولد حقل مغناطيسي داخلي.

### جغرافيًا

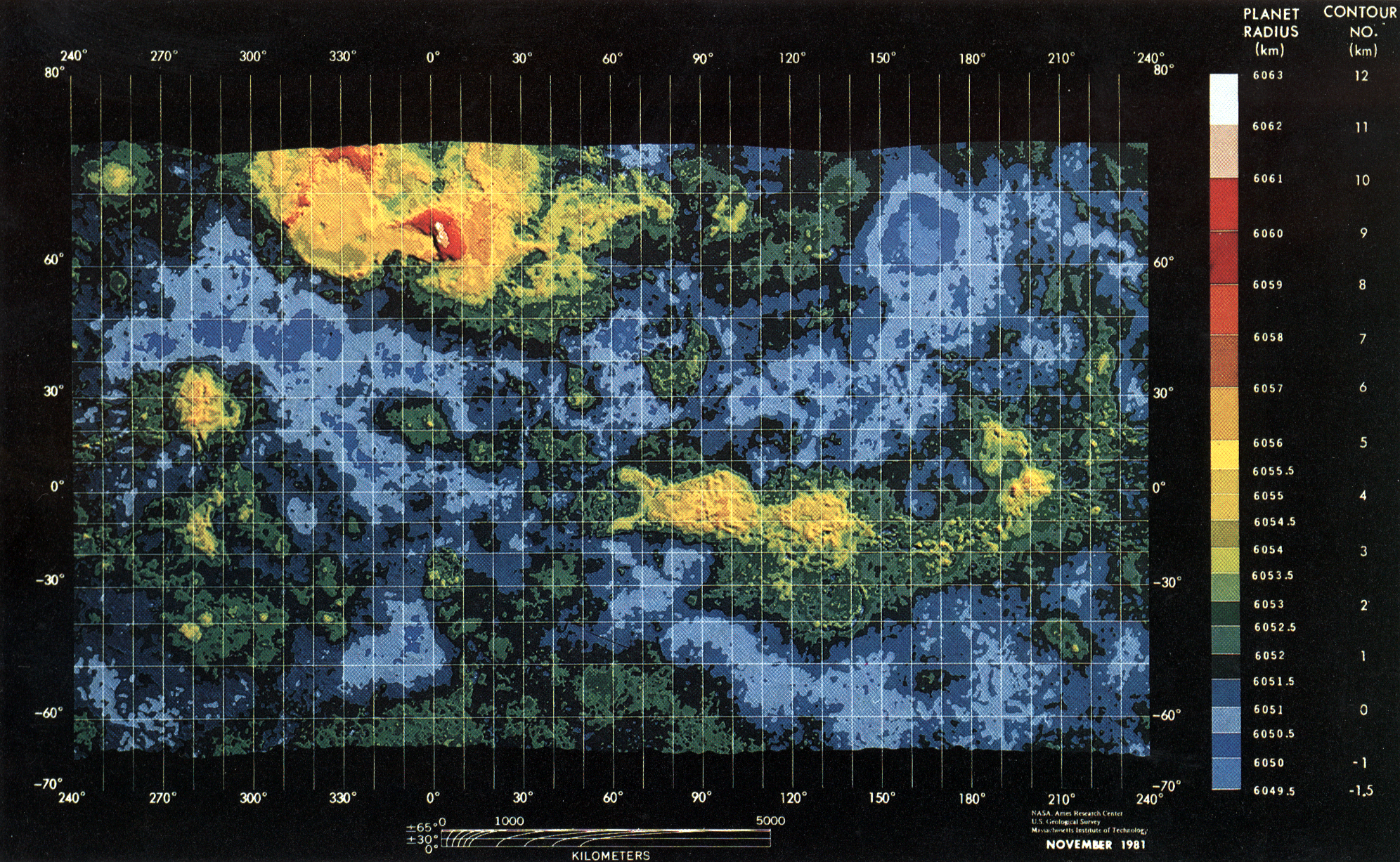
خريطة للزهرة تُظهر "القارتين" المرتفعتين باللون الأصفر: أرض عشتار في الأعلى وأرض أفرودايت تحت خط الاستواء إلى اليمين.

حوالي 80% من سطح الزهرة يشمل السهول البركانية الناعمة. قارتان مرتفعتان تصنعان بقيّة منطقتها السطحيّة، إحداهما في نصف الكوكب الشمالي والأخرى جنوب خط الاستواء. تدعى القارة الشمالية مرتفع عشتار (نسبة إلى عشتار، وهي إلهة الحب البابلية)، وتقارب مساحتها مساحة أستراليا. أعلى جبل على كوكب الزهرة هو جبل ماكسويل، ويقع في أرض عشتار. قمّته تعلو 11 كيلومتر فوق «متوسط ارتفاع الزهرة السطحي»؛ وبالمقارنة مع أعلى قمة على الأرض (قمة إفريست) فتلك ترتفع دون 9 كيلومترات فوق مستوى البحر. إنّ القارة الجنوبية تدعى مرتفعات أفرودايت (نسبة لآلهة الحب اليونانية)، وهي الأكبر من بين المنطقتين، حيث يساوي حجمها تقريباً حجم أمريكا الجنوبية. معظم هذه القارة مغطّاة بالكسور والحفر.
يمكن العثور على الجبال والوديان والفوهات الصدمية بشكل شائع على الكواكب الصخرية، والزهرة لها عدد من المعالم السطحيّة الفريدة. من بين هذه المعالم البركانية غير القابلة للتغيير «فارا»، التي يبدو شكلها كالفطائر ويتراوح حجمها بين 20 إلى 50 كيلومترًا، وارتفاعها من 100 إلى 1000 متر فوق مستوى السطح.
كلّ المعالم الزهرية السطحيّة تقريباً سمّيت نسبة لنساء تاريخيات أو أسطوريات. الاستثناءات الوحيدة هي جبل ماكسويل (المسمّى نسبة إلى جيمس ماكسويل) ومنطقتا ألفا وبيتا.

### جيولوجيا السطح

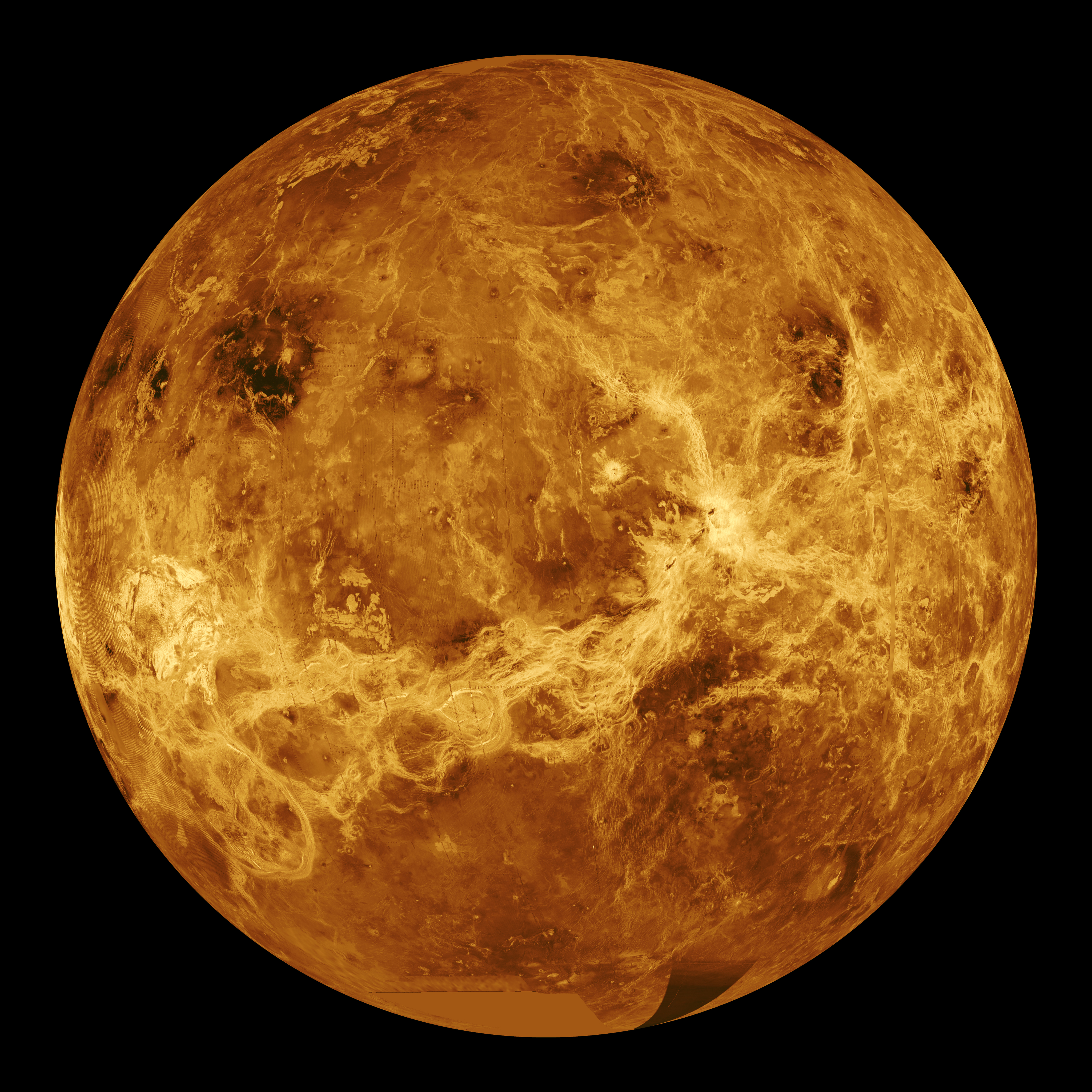
صورة للزهرة بألوان كاذبة. حيث يَظهر مسح رادار عالمي لسطح الكوكب (من تصوير مركبة ماجلان الراداري).

يُعتقد أن معظم سطح الزهرة قد أعيد تشكيله نتيجة نشاط بركاني حدث قبل بضعة مئات من ملايين السنين. فتوجد على الزهرة أضعاف البراكين التي توجد على الأرض، وأيضاً يوجد عليه 167 بركاناً عملاقاً يبلغ قطر كلّ منها أكثر من 100 كم. والتّجمع البركاني الوحيد من هذا الحجم على الأرض هو في جزيرة هاواي وما حولها. لكن ليس سبب هذا هو أن الزهرة أنشط بركانياً من الأرض، بل لأن قشرته أقدم. فالقشرة المُحيطية للأرض يتم تبديلها وتجديدها باستمرار بواسطة الحركة الهدّامة والبنّاءة للصفائح التكتونية، ويبلغ متوسط عمرها حوالي 100 مليون عام، في حين أن عُمر سطح الزهرة يُقدّر بخمسمائة مليون عام.
توجد دلائل مختلفة لنشاط بركانيّ متنامٍ على الزهرة. خلال برنامج فينيرا الذي أطلقه الاتحاد السوفيتي، قام المسباران فينيرا 11 و12 بالعثور على تيّار ثابت من البرق في جو الزهرة، وقد كشفت فينيرا 12 عن صعقة كهربائية قويّة بعد هبوطها بفترة قصيرة. وقامت مركبة «مصور الزهرة» (التي أطلقتها إيسا) أيضاً بالكشف عن الكثير من الضوء في أعالي الغلاف الجوي للكوكب. وفي حين أن المطر هو الذي يسبب العواصف الرعدية على الأرض، فإنه لا توجد أمطار على الزهرة (بالرغم من أن هناك مطراً من حمض الكبريت في أعالي غلافه الجوي تتبخّر على ارتفاع حول 25 كم فوق السطح). وأحد الاحتمالات الواردة أن رماداً من انبعاثات بركانيّة كان يولّد الضوء. وتوجد دلائل أخرى متحملة على أن هذا هو مسبب الضوء الذي رصدته المراكب.

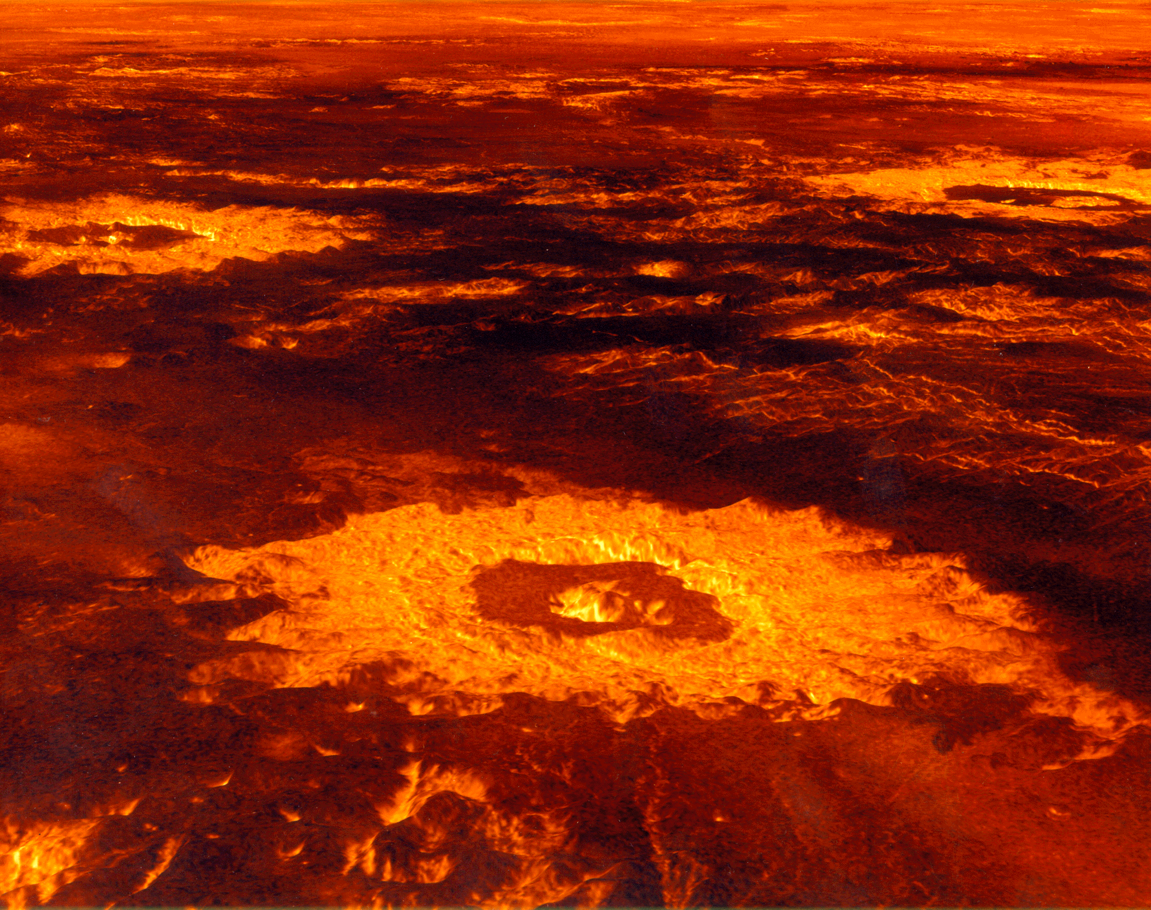
فوهات صدمية على سطح الزهرة (تمت إعادة بناء الصورة من معلومات الرادار).

هناك ما يُقارب 1,000 فوهة صدمية على سطح الزهرة موزعة بالتساوي عليه. لكن على أجسام أخرى تملك فوهات كهذه - مثل الأرض والقمر - تُظهر الفوهات تفاوتاً في مدى الكثافة. على القمر، يُسبب هذا التفاوت حدوث اصدامات ضخمة تمحي آثار القديمة، أما على الأرض فتسببه تعرية الرياح والأمطار. بالرغم من هذا، فإن حوالي 85% من الفوهات على الزهرة محتفظة بحالتها الأصلية. مقدار كثافة الفوهات وحالتها المحفوظة جيداً يُشيران معاً إلى أن الكوكب بكامله خضع لعملية تجديد سطح عالمية قبل حوالي 300 أو 600 مليون سنة، تبعها اضمحلال للنشاط البركاني. قشرة الأرض في حركة مستمرة، لكن يُعتقد أن الزهرة لا يُمكنه أن يَتحمل عمليّة كهذه. فبدون صفائح تكتونية لتبدِدَ الحرارة من دثاره، سيَخضع الزهرة بدلاً من ذلك لعملية دورية ترتفع فيها حرارة الدثار حتى تصل إلى مستوى حرج يُضعف القشرة. ثم، وخلال مدة تبلغ حوالي 100 عام، يَحدث انزلاق للقشرة على مستوى ضخم، يُذيبها ثم يُعيد تكوينها بالكامل.
يَتراوح قطر الفوهات الزهرية من 3 إلى 280 كم. لا توجد فوهات بقطر أصغر من ثلاثة كيلومترات، وذلك بسبب تأثيرات الغلاف الجوي الكثيف والسميك على الأجسام التي تدخله. فالأجسام التي تملك أقل من طاقة حركية محددة يُبطئها الغلاف الجوي كثيراً بحيث أنها لا تستطيع تكوين فوهة عندما تصل إلى السطح بقوة اصطدامها الضئيلة. القذائف المُصطدمة التي يَبلغ قطرها أقل من 50 متراً ستتشظى وتحترق في الغلاف الجوي قبل أن تصل إلى الأرض.

## الغلاف الجوي والمناخ

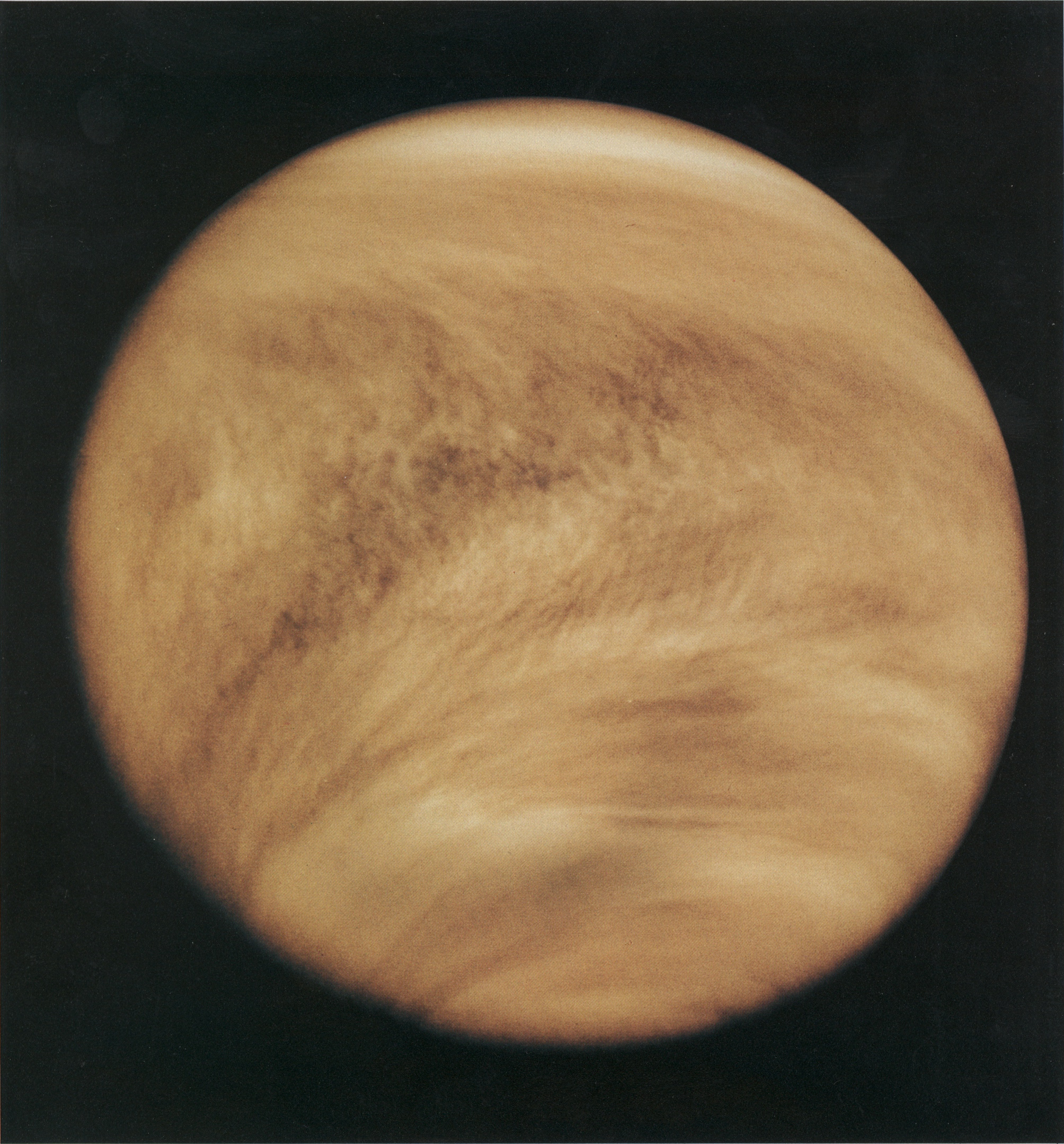
بُنية السحب الغلاف الجوي الزهري كما كانت تبدو عام 1979، وقد التقطت هذه الصورة بالأشعة فوق البنفسجية من قِبل مركبة بيونير الزهرة.

يَملك الزهرة غلافاً جوياً كثيفاً للغاية، والذي يتألف بشكل رئيسي من ثنائي أكسيد الكربون ومقدار صغير من النيتروجين. تبلغ كتلة هذا الغلاف الجوي 93 ضعف كتلة غلاف الأرض الجوي، في حين أن ضغطه على سطح الكوكب يُعادل 92 ضعف ضغط جو الأرض على سطحها، فالضغط على سطح الزهرة يُكافئ الضغط على عمق ما يُقارب كيلومتراً واحداً تحت محيط[ ؟ ] الأرض. وكثافة جو الزهرة عند السطح تبلغ 65 كغم/م³ (6.5% من كثافة الماء). يُولد الجو الغني بثاني أكسيد الكربون إضافة إلى السحب السميكة من ثنائي أكسيد الكبريت أقوى احتباس حراري على الإطلاق في النظام الشمسي، والذي يَتسبب بدوره بارتفاع حرارة السطح إلى أكثر من 460ْم. هذا يجعل السطح الزهري أسخن من سطح عطارد والذي تبلغ حرارته الدنيا -220ْ م والقصوى 420ْ م، وهذا على الرغم من أن الزهرة يَبعد عن الشمس ضعف بعد عطارد عنها وهكذا فهو يتلقى 25% فقط من تشعيع عطارد الشمسي. يُقال كثيراً عن سطح الزهرة أنه يُشبه الجحيم.
تشير الدراسات إلى أن غلاف الزهرة الجوي قبل بضعة مليارات من السنين كان يُشبه كثيراً ما هو عليه جو الأرض اليوم، وربما كانت هناك كميات كبيرة من الماء السائل على السطح، لكن تأثير الاحتباس الحراري - الذي نتج عن تبخر الماء الأصلي - غير هذا كثيراً، حيث وَلدَ حداً خطيراً من الاحتباس الحراري في الجو أدى إلى وضع الكوكب الحالي.
نقل الرياح للحرارة في الجوي السفلي للكوكب يَعني أن حرارة السطح الزهري لا تختلف بمقدار ذي أهمية بين جانبي الليل والنهار منه، وذلك على الرغم من دوران الكوكب شديد البطء. الرياح بطيئة عند السطح، حيث تتحرك بسرعة بضعة كيلومترات في الساعة، لكن بسبب الكثافة العالية للغلاف الجوي عند السطح الزهري فإنها تبذل مقداراً ملحوظاً من قوة حركتها لمقاومة العوائق، وتنقل الغبار والأحجار الصغير عبر السطح. وهذا وحده يَجعل المشي على سطح الزهرة صعباً للبشر، حتى ولو لم تكن الحرارة والافتقار إلى الأكسجين مشكلة.

## الحقل المغناطيسي والنواة
اكتشف المسبار بيونير الزهرة المداري سنة 1980 أن الحقل المغناطيسي للزهرة أقل بكثير مما هو للأرض. ويستحث هذه الحقل نتيجة التفاعل بين طبقة الأيونوسفير والرياح الشمسية. بالإضافة إلى فعل الدينامو في النواة الداخلية للكوكب بشكل مشابه لنشوءه في الأرض. يؤدي التأثير القليل للحقل المغناطيسي المستحث للزهرة إلى تأمين حماية قليلة لسطح الكوكب من الأشعة الكونية. وقد ينشأ هذا الإشعاع تفريغ بشكل برق بين سحابتين.
كان اكتشاف بأن الحقل المغناطيسي للزهرة أقل بكثير مما هو للأرض نتيجة مفاجئة وخصوصًا بأن هذين الكوكبين متساويين تقريبًا بالحجم، وتوقع أيضاً بأن يملكان نفس قيمة الحقل المغناطيسي. يتطلب تأثير الدينامو توافر ثلاث عوامل: السائل الناقل والدوران والحمل. يعتقد أن النواة ناقلة للتيار الكهربائي، وبما أنها تدور غالباً بسرعة قليلة، أثبتت محاكاة بواسطة الحاسب أنها كافية لتوليد فعل الدينامو. وبالتالي فإن النقص في الحقل المغناطيسي سيعود إلى النقص في الحمل. تحدث عملية الحمل في الأرض في الطبقة السائلة الخارجية من النواة كون الطبقة الداخلية أكثر حرارة من الخارجية. أدى حدث عالمي في كوكب الزهرة إلى إغلاق الصفائح التكتونية مؤديًا إلى تقليل جريان الحرارة خلال القشرة. وقد سبب هذا إلى ازدياد حرارة الانصهار، وبالتالي التقليل من الجريان الحراري خارج النواة. ونتيجة لهذا لا يوجد تأثير جيودينامو يقود لنشوء الحقل المغناطيسي وبدل من ذلك فإن الحرارة الداخلية الصادرة من النواة تعيد تسخين القشرة.
لا يوجد للزهرة نواة صلبة، أو لم تبرد نواته حالياً. ولذلك فإن الحرارة للجزء الداخلي السائل من النواة تقريبًا متساوي. احتمال آخر لتفسير هذه الظاهرة هو فرضية أن كامل النواة الداخلية للزهرة هي صلبة تمامًا. تعتمد حالة النواة على تركيز الكبريت وهو حالياً غير معروف.

## المدار والدوران
يدور الزهرة حول الشمس على بُعد متوسّطه هو 108 مليون كم (حوالي 0.7 و.ف)، ويُتم دورة حولها مرة كل 224.65 يوماً. وبالرغم من أن كل المدارات الكوكبية إهليجيّة، فإن مدار الزهرة هو أقربها إلى أن يكون دائرياً، حيث يبلغ شذوذه المداري أقل من 0.01. عندما يقع الزهرة بين الأرض والشمس (ويُسمى موقعه حينها «الاقتران الأدنى») فإنه يكون أقرب الكواكب إلى الأرض (وحتى عندما تقترب الأرض إلى أقصى حد من الكواكب الأخرى تكون أبعد مما هي عليه عند الاقتران الأدنى بالزهرة)، حيث يقع على بُعد من الأرض متوسطه 41 مليون كم عند هذا الاقتران[ ؟ ]. ويصل الكوكب إلى «الاقتران الأدنى» مرة كل 584 يومًا بالمتوسط. لكن بسبب الشذوذ المداري المتناقص لكلا الأرض والزهرة فإن أدنى مسافة بينهما سوف تُصبح أكبر مستقبلاً. فمن الأعوام 1 إلى 5383 سوف يكون هناك 526 اقتراباً أدنى من 40 مليون كم، لكن بعد ذلك فلن يكون هناك أي منها لحوالي 6,200 سنة. وخلال الفترات التي سيكون فيها الشذوذ أكبر يُمكن أن يصل الزهرة إلى قرب 38.2 مليون كم من الأرض.
يُلاحظ عند نظر المرء من فوق القطب الشمالي للشمس (حيث أنه لو نظر من تحته فسوف تنعكس اتجاهات الدوران) فإن اتجاه دوران كل الكواكب حول الشمس سوف يكون بعكس اتجاه عقارب الساعة، وستدور أيضًا كل الكواكب حول نفسها بعكس اتجاه عقارب الساعة - ما عدا استثناء واحد، حيث أن الزهرة يدور حول نفسه باتجاه عقارب الساعة في حركة تراجعيّة. مدة الدوران المحوري للزهرة (أي الدوران حول نفسه) حاليًا تمثل حالة متوازنة بين قوى المد والجزر الجذبويّة من الشمس التي تكبح دورانه، والمد والجزر الجويّ عليه الذي يسبّبه تسخين الشمس للغلاف الجوي السميك للزهرة. ربما كان الزهرة يملك انحرافاً ومدة دوران مختلفين عندما وُلد من السديم الشمسي، ثم تحوّل إلى وضعه الحالي بسبب تغيّرات نتجت عن الاضطراب الكوكبي وتأثيرات المد والجزر على غلافه الجوي السميك والكثيف. ومن المرجح أن هذا التغير في مدة الدوران المحوري حدث تدريجياً على مدى مليارات السنين.

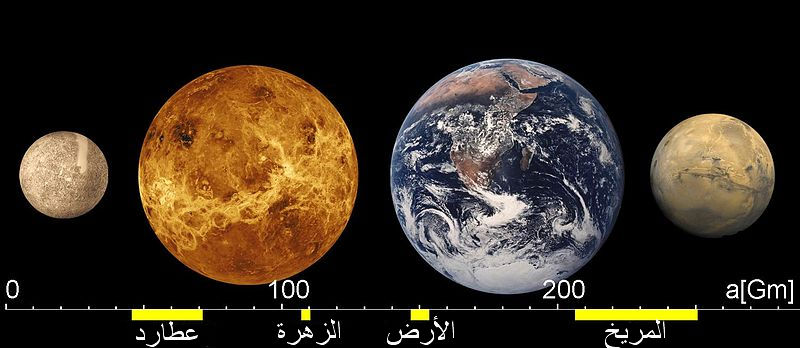
مقارنة لأحجام ومدارات الكواكب الصخرية، من اليمين إلى اليسار: المريخ - الأرض - الزهرة - عطارد.

يُتم الزهرة دورة حول نفسه مرة كل 243 يومًا أرضيًا، وبهذا فهو يملك أبطأ مدة دوران من بين جميع كواكب النظام الشمسي على الإطلاق. يدور سطح الزهرة بسرعة 6.5 كم/س عند استوائه، في حين أن سرعة دوران الأرض حول نفسها عند خط استوائها هي 1,670 كم/س. وبذلك فيأخذ اليوم الفلكي الزهريّ مدة أطول من السنة الزهريّة (243 يومًا أرضيًا للدوران المحوري و224.7 للدوران حول الشمس). لكن وبسبب الحركة التراجعية للزهرة فإن اليوم الشمسي عليه أطول بشكل ملحوظ من اليوم الفلكي. فلراصد على سطح الزهرة الوقت بين كل شروقين للشمس سوف يكون 116.75 يومًا أرضيًا (وهذا يجعل اليوم الشمسي للزهرة أقصر منه على عطارد، حيث يبلغ ذاك 176 يومًا أرضيًا). وإضافة إلى هذا، فستشرق الشمس من الغرب وستغرب في الشرق (وذلك بسبب دورانه العكسيّ حول نفسه). ويبلغ طول سنة الزهرة 1.92 يومًا زهرويًا كنتيجة ليومه الشمسي الطويل نسبيًا.
وهناك ظاهرة غريبة في مدة الدوران المحوريّ وحول الشمس للزهرة، حيث أن متوسط الفاصل بين كل اقترابين له من الأرض هو 584 يومًا أرضيًا، وهذا ما يُساوي بالضبط تقريبًا 5 أيام شمسية زهريّة. ومن غير المعروف ما إذا كانت هذه العلاقة ناشئة بمحض الصدفة أم كنتيجة لكبح قوى المد والجزر بينه وبين الأرض.

## عبور الزُّهَرَة
هي ظاهرة فلكية يسببها مرور الزهرة بين الشمس والأرض، فتبدو كنقطة سوداء صغيرة عابرة قرص الشمس. يقاس هذا العبور وأمثاله عادة بالساعات. العبوران الماضيان اللذان جريا عامي 2004م وفي سنة 2012م لهما من الطول نحو 6 ساعات. يشبه العبور الكسوف الذي يسببه مرور القمر بين الأرض والشمس، ومع أن الزهرة أكبر من القمر بأربع مرات تقريباً إلا أن المسافة التي تفصلها عن الأرض تجعلها تبدو صغيرة للعيان. لقد ساهمت عمليات الرصد التي تابعت عبور الزهرة في حساب المسافة بين الشمس والأرض باستخدام قانون اختلاف المنظر. ويحدث عبور مشابه هو عبور عطارد لكنه صعب الرصد لأنّ عطارد أصغر حجماً من الزهرة وأقرب منها إلى الشمس وبالتالي أبعد عن الأرض.
يعتبر عبور الزهرة أحد أكثر الظواهر الفلكية الدورية ندرة، إذ تتكرر في دورة مدتها 243 سنة، بعبورين يفصل بينهما 8 سنوات ثم آخر بعد 121.5 سنة، يليه آخر بعد 105.5 سنة. قبل عبور عام 2004 وقع آخر عبور عام 1874 و1882، لاحقاً للعبور القادم بعد عام 2012، ستعبر الزهرة عام القرن 22 ثم القرن 22. (عبوران يفصل بينهما 8 سنوات) ثم تمر 121.5 سنة ليحصل عبور وبعد 8 سنوات يقع عبور آخر، وهكذا.
يمكن مراقبة عبور كوكب الزهرة بأمان من خلال اتخاذ الاحتياطات نفسها التي تستخدم عند مراقبة كسوف الشمس. فقد يسبب التحديق في قرص الشمس بدون حماية للعين ضرر سريع ودائم بالعين.

## كوكب بلا أقمار
لا يوجد للزهرة أقمار طبيعية. ويعتبر هو وعطارد الكوكبين الوحيدين الذين لا يملكان نظام أقمار. وللإجابة على سبب الشذوذ في هذين الكوكبين اقترحت فرضية في منتصف الستينات من القرن العشرين، بأن عطارد كان قمر للزهرة واستطاع الإفلات من مداره حول الزهرة. وتجري الآن تجارب عديدة بالمحاكاة بواسطة الحاسوب للتحقق من هذه الفرضية وأسباب الهروب المحتمل. كأن يكون بسبب فعل قوة المد والجزر بين الكوكبين قد تنتج هذا الإفلات. أو بسبب تباعد مداري الكوكبين عن بعضهما البعض.
لا يملك الزهرة قمرًا طبيعيًا في الوقت الحاضر، بالرغم من أنه يملك تابعًا ظاهريًا (أي أنه يبدو ظاهرياً كأنه تابع دون ارتباط جذبوي حقيقي) هو الكويكب "2002 VE68"، لكن بالرغم من هذا، فقد أعدّت دراسة لنماذج النظام الشمسي المبكر عام 2006 أظهرت أنه من المرجح أن الزهرة كان يملك قبل مليارات السنين قمرًا واحدًا على الأقل، نشأ عن طريق اصطدام[ ؟ ] ضخم بالكوكب. وبعد ذلك بعشرة ملايين سنة وحسب الدراسة نفسها، فقد تسبّب اصطدام آخر بعكس اتجاه دوران الكوكب. وهذا الاصطدام الآخر تسبب باضطراب مدار القمر واصطدامه في النهاية بالزهرة، وقد أدى اصطدام القمر إلى اندماجه مع الزهرة. وإذا كانت الاصطدامات اللاحقة قد ولّدت المزيد من الأقمار فإنها اندمجت بالزهرة بنفس الطريقة. وهنا تفسير بديل لفقدان الأقمار يقترح وجود تأثير قويّ من قوى المد والجزر الشمسية، وهذا يُمكنه أن يُفقد الأقمار التي تدور حول الكواكب الداخلية لاستقرارها.

## الرصد

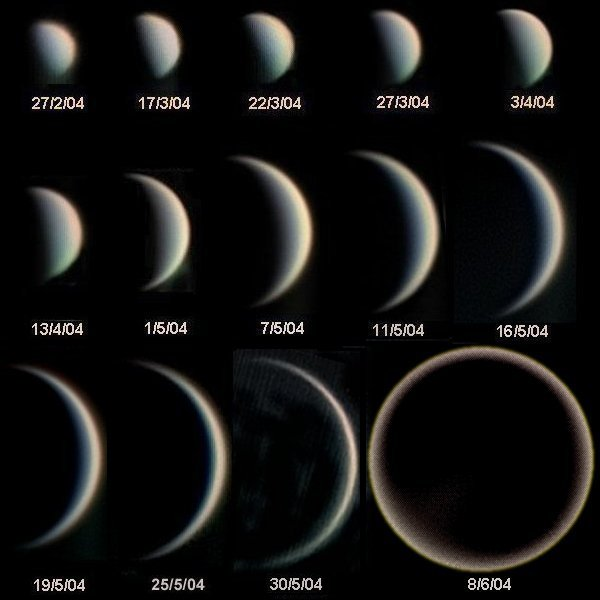
أطوار الزهرة والتغير في قطره الظاهري

دائمًا ما يكون الزهرة ألمع من أكثر الأجرام لمعانًا في السماء، ويتراوح قدره الظاهري ما بين -3.8 إلى -4.6. يمكن بسهولة رؤية هذا الكوكب عندما تكون الشمس تحت خط الأفق، مثل جميع الكواكب السفلية فإنه يتوضع على 47 درجة عن الشمس.
يتجاوز الزهرة الأرض كل 584 يوم في دورانهم حول الشمس. يتغير الزهرة من وضع نجمة المساء الذي يظهر بعد غروب الشمس إلى نجمة الصباح قبل شروق الشمس بقليل. بينما يبلغ عطارد أقصى استطالة عند الزاوية 28 درجة، وغالبًا ما يكون تمييزه في الشفق[ ؟ ] صعب. عندما يكون الزهرة في أقصى استطالة فإنه يبقى واضحًا لفترة طويلة بعد غروب الشمس.
تتغير أطوار الزهرة عندما يدور في مداره فتبدو أطواره خلال بالتلسكوب مشابه لأطوار القمر. فيظهر الزهرة على شكل قرص كامل عندما يكون في الجانب المعاكس لاتجاه الشمس، ويظهر بأكبر ربع قرص عندما يكون في أقصى استطالة مع الشمس. ويظهر الزهرة عند رؤيته بالتلسكوب وكأنه محاط بهالة وسبب ذلك وجود غلاف جوي سميك به يقوم بعكس الضوء.
لف الغموض منذ فترة طويلة وجود ضوء شاحب على الجانب المظلم من الكوكب، عندما يرصد هذا الكوكب في مرحلة الهلال. وأول تسجيل لهذا الرصد كان سنة 1643، ولكن لم يكن وجود إنارة كافية لتأكيد موثوق به. وتكهن مراقبون أنها قد تنجم عن النشاط الكهربائي في الجو متعلق بكوكب الزهرة، لكنها قد تكون ولناتجة عن تأثير النفسي للمراقب بسبب الشكل الساطع جدًا للهلال.

## الدراسات

### الدراسات المبكرة

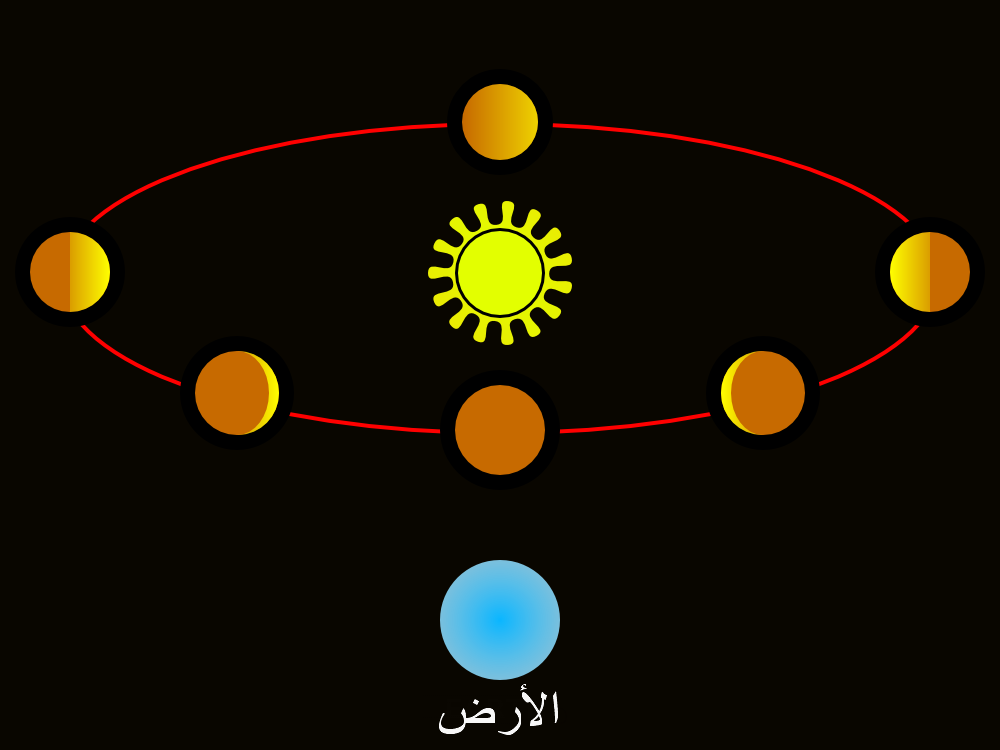
أثبت اكتشاف جاليللو حول أطوار الزهرة أن الأرض تدور حول الشمس.

عرف الزهرة لدى الحضارات القديمة بنجمة الصباح ونجمة المساء، واعتبرت العديد من الحضارات القديمة أن المشاهدتين الصباحية والمسائية للزهرة تعودان لجرمين مختلفين. ينسب تمييز نجمتي الصباح والمساء على أنهما جرم واحد إلى الفيلسوف الإغريقي فيثاغورس وذلك في القرن السادس قبل الميلاد، الذي اعتقد أن الزهرة يدور حول الأرض.
رصد عبور الزهرة لأول مرة في سنة 1032 بواسطة الفلكيين المسلمين، كما استنتج ابن سينا أن الزهرة أكثر قربًا من الأرض منه إلى الشمس، وقدر أن الزهرة يكون أحيانًا تحت الشمس. كما رصد ابن الشاطر في القرن الثاني عشر نقطتين سَوْدَاوَيْنِ على وجه الشمس، والذي حدد فيما بعد على أنهما عبور لعطارد والزهرة للشمس بواسطة قطب الدين الشيرازي في القرن الثالث عشر.
كان غاليليو غاليلي أول من رصد الزهرة بالتلسكوب في أوائل القرن السابع عشر ووجد أن الزهرة يبدي أطوار مثل القمر، ليتغير من شكل هلالي إلى محدب إلى مكتمل ثم بالعكس. فعندما يكون الزهرة في أبعد نقطة عن الشمس في السماء يكون في نصف الطور، بينما عندما يكون في أقرب نقطة من الشمس يكون في الطور الكامل. وهذا يمكن حدوثه فقط إذا دار الزهرة حول الشمس، وبالتالي كانت هذه أول التناقضات مع نموذج بطليموس الجغرافي الذي فرض بأن النظام الشمسي متمركز حول الأرض.
اكتشف الغلاف الجوي للزهرة سنة 1761 من قبل العالم الروسي ميخائيل لومونوسوف. ليرصد الغلاف الجوي من قبل العالم الألماني يوهان شروتر سنة 1790، ليلاحظ أنه عندما يكون في الطور الهلالي فإن أحد نهايات الهلال يمتد لأكثر من 180 درجة وحدد ذلك بشكل صحيح أنه نتيجة تبعثر ضوء الشمس من خلال غلاف جوي سميك. رصد العالم الأمركي شيستر ليمان فيما بعد حلقة كاملة حول الجزء المعتم من الزهرة موجدا أدلة إضافية على وجود غلاف جوي للزهرة. أدى وجود الغلاف الجوي إلى تعقيد المهمة في حساب فترة الدوران الذاتي للزهرة، مما أدى إلى حسابات خاطئة لكل من جيوفاني كاسيني وشروتر اللذان قدّرا أن فترة الدوران هي 24 ساعة من علامات متحركة على سطح الزهرة.

### الدراسة الأرضية الثابتة
كانت الاكتشافات قليلة حول الزهرة حتى القرن العشرين، فهو قرص دائري بدون أي ملامح تذكر ولا توجد أي تلميحات حول شكل سطحه. وبتطور أجهزةجهاز التحليل الطيفي الفلكي[ ؟ ] والرادار والأشعة فوق البنفسجية تم الكشف عن جزء من أسرار هذا الكوكب. وظهر أول كشف للكوكب بالأشعة فوق البنفسجية في سنة 1920 من قبل فرانك إلموري روز عندما وجد أن الصور الملتقطة بالأشعة فوق البنفسجية كشفت عن تفاصيل أكثر بكثير مما تم إحرازه بالضوء العادي والأشعة تحت الحمراء، وأقترح أن هذا بسبب الطبقة الصفراء ذات الكثافة العالية جدًا في الجزء المنخفض من الغلاف الجوي وتعلوها طبقة رقيقة من سحاب القزع.
أعطت الصور الملتقطة بأجهزة التحليل الطيفي قرائن أكثر عن دوران الزهرة. حاول فيستو سيلفر قياس انزياح دوبلر للضوء القادم من الزهرة لكنه لاحظ أنه لا يوجد أي دوران، وأرجع ذلك إلى أن الكوكب له فترة دوران أكبر بكثير مما خمن له سابقًا. أظهرت الدراسات في سنة 1950 أن دورانه رجعي. أول دراسة بالرادار للزهرة تمت في سنة 1960 وأظهرت أول قيمة مقاسة لفترة دوران الزهرة قريبة من القيمة الحقيقية.
كشف الرصد الراداري سنة 1970 ولأول مرة تفاصيل عن سطح الزهرة. استخدم لإرسال نبضات رادارية إلى الزهرة باستخدام تلسكوب ال300 م 980 قدم الراداري بواسطة مقراب أرسيبو الراداري. وكشف الصدى على منطقتين ذات انعكاسية عالية، عرفتا بالمنطقة ألفا والمنطقة بيتا. كما كشف الرصد على منطقة مشعة حددت كجبل سمي بجبل ماكسويل. وهذه المناطق الثلاثة الوحيدة على سطح الزهرة التي لم تسمى بأسماء أنثوية.

## الرحلات الفضائية إلى الزُّهَرَة

### المحاولات المبكرة

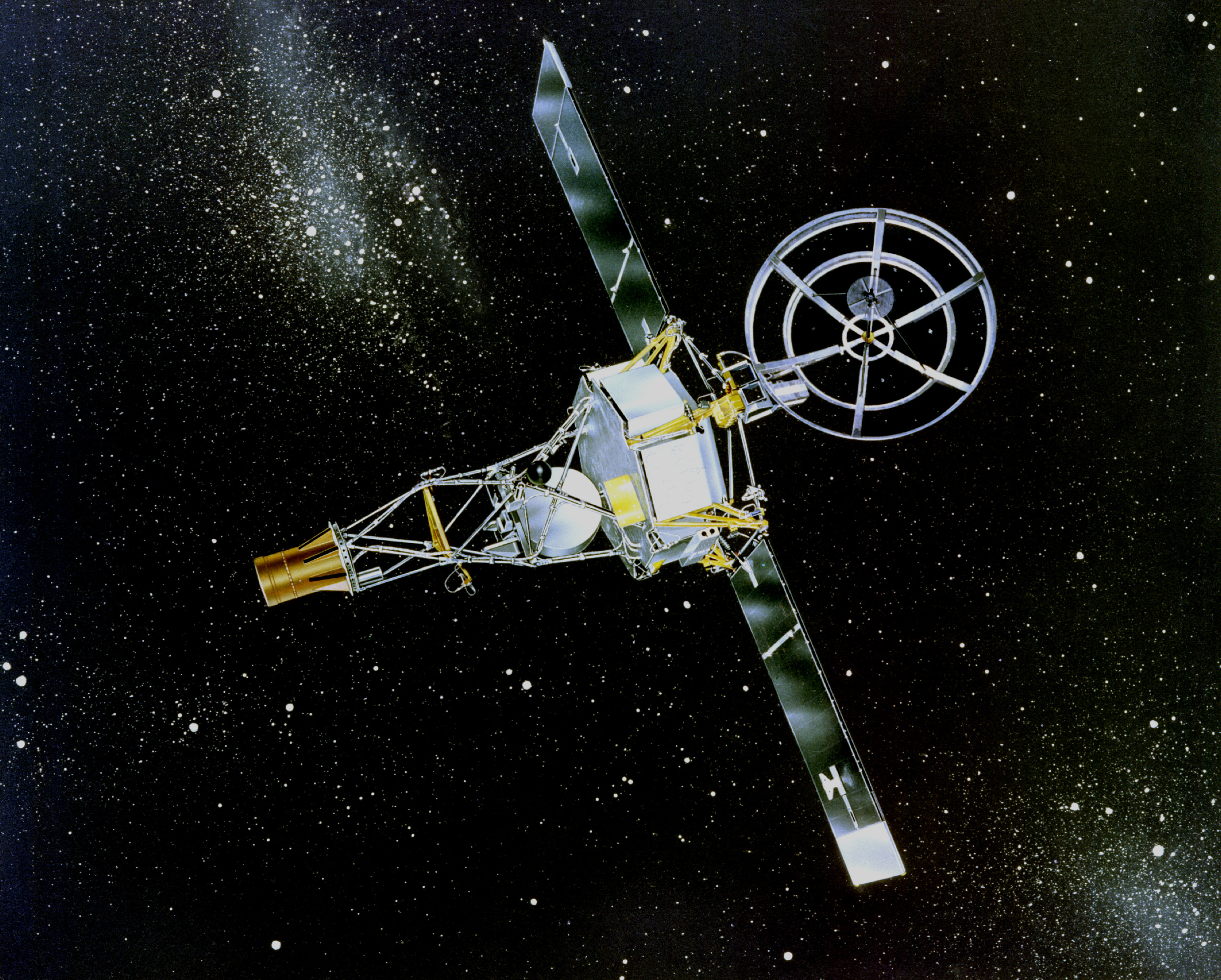
مارينر 2.

بدأ أول برنامج لاكتشاف الزهرة وفي نفس الوقت كانت أول مهمة كوكبية في 21 فبراير 1961 بإطلاق المسبار فينيرا 1 ضمن برنامج فينيرا السوفيتي. وقد أطلق فينيرا 1 باتجاه مساري مباشر، لكن فقد الاتصال بالمسبار بعد 7 أيام من إطلاق المسبار، حين كان المسبار على بعد مليوني كم من كوكب الأرض. وقدر أنه مر على بعد 100000 كيلومتر من كوكب الزهرة في منتصف مايو.
كذلك بدأ البرنامج الأمريكي لاكتشاف الزهرة بشكل سيئ، عندما تحطم المسبار مارينر 1 بعد إطلاقه. لكن المهمة التالية مارينر 2 حققت نجاحًا كبيرًا، لتدخل في 14 ديسمبر من سنة 1962 في مدار الزهرة بعد 109 يوما من انطلاقها، لتكون أول مهمة استكشاف كوكبي ناجح في تاريخ البشرية، وحلقت على ارتفاع 34833 كم من على سطح الزهرة. كشفت أجهزة الأشعة الميكروية والأشعة تحت الحمراء الملحقة بالمسبار على اكتشافات هامة في الوقت الذي كانت فيه السحب العليا للزهرة باردة، ليجد حرارة سطحه عالية جدًا لا تقل عن 425 درجة مئوية. لينهي أي أمل في وجود الحياة على سطح هذا الكوكب. كما نجح المسبار مارينر 2 في الحصول على تقديرات حول كتلته ووحدته الفلكية، إلا أنه لم يكن قادر على تقدير الحقل المغناطيسي أو الحزام الإشعاعي.

### دخول الغلاف الجوي
نجح المسبار السوفيتي فينيرا 3 في الهبوط على سطح الزهرة في 1 مارس 1966، ليكون أول مركبة فضائية تنجح في الهبوط على سطح كوكب، إلا أنه فشل في الاتصال بالأرض بعد هبوطه وبالتالي لم يرسل أي بيانات عن سطح الزهرة. ليتم اللقاء التالي بين الزهرة والمركبات الفضائية إلا في 18 أكتوبر 1967 عندما نجح فينيرا 4 في دخول الغلاف الجوي للزهرة، والقيام بالعديد من التجارب العلمية. أظهر فينيرا 4 أن حرارة الزهرة أكثر مما قاسه المسبار مارينر 2. حيث بلغت حوالي 500 درجة، كما أن الغلاف الجوي يتكون من أكسيد الكربون[ ؟ ] بنسبة تتراوح بين 90 و95%. لقد كان الغلاف الجوي للزهرة ذو كثافة أعلى مما كان يتوقعه مصممي فينيرا 4، ليبطئ من سرعة المظلة المعدة لهبوط فينيرا 4 على سطحه وتنفذ بطاريته. وأظهرت البيانات المرسلة أثناء الهبوط أن الضغط وصل إلى 15 بار على ارتفاع 24.96 كم.
نجح المسبار مارينر 5 في 19 أكتوبر 1967 في التحليق فوق الزهرة على ارتفاع 4000 كم فوق السحب العليا للغلاف الجوي. كان مارينر 5 مصمم أساسا كدعم لمارينر 4 في مهمة إلى المريخ، لكن بعد نجاح المهمة أعيد تصميمه ليتلاءم مع مهمة الزهرة. كانت الأجهزة المزودة على متن مارينر 5 أكثر حساسية من تلك التي كانت على متن مارينر 2 وخصوصًا جهاز الاستشعار اللاسلكي استطاع الحصول على بيانات حول تركيب وضغط وكثافة الغلاف الجوي للزهرة. تم تحليل البيانات المرصودة من قبل فينيرا 4 ومارينر 5 من قبل فريق علمي سوفيتي - أمريكي مشترك خلال سلسلة من الندوات في السنة التالية. ليكون مثال مبكر على التعاون الفضائي المشترك.
أدت الدروس المستفادة من تجربة فينيرا 4 إلى إطلاق مهمتين فضائيتين هما فينيرا 5 وفينيرا 6 بفاصل زمني بينهما 5 أيام في ديسيمبر 1969. وكان التقائهما مع الزهرة في 16 و17 مايو من نفس العام. وقد جهزا للعمل تحت ضغط 25 بار كما زودا بمظلة صغيرة للتوازن من أجل تسريع عملية الهبوط. ومنذ ذلك الحين تفترض النماذج حول الغلاف الجوي للزهرة بأن ضغطه يتراوح بين 75 و100 بار. وقد تحطم كلاهما على ارتفاع 20 كم قبل أن يصلا إلى الجانب المظلم من كوكب الزهرة.

### دراسة السطح والغلاف الجوي
جهز فينيرا 7 من أجل الحصول على البيانات من على سطح الكوكب وتم تصميم وتشييد هذا المسبار ليستطيع تحمل ضغط جوي يصل إلى 180 بار. يتم تبريد أولي للمسبار قبل دخوله في الغلاف الجوي كما أنه مجهز بمظلة شراعية من أجل تسريع الهبوط بخمسة وثلاثون دقيقة. دخل المسبار الغلاف الجوي في 15 ديسمبر من سنة 1970، ويعتقد أن المظلة مزقت بشكل جزئي أثناء الهبوط، ليصطدم المسبار مع سطح الزهرة بشكل قوي ولكن هذا الاصطدام لم يكن محطم للمسبار، وغالبًا ما إصطدم المسبار مع سطح الزهرة بشكل جانبي. أرسل المسبار إشارة ضعيفة زودت بمعلومات عن درجة الحرارة لمدة 23 دقيقة، ليكون أول قياس عن بعد تم استقباله من على سطح كوكب آخر.
تابع برنامج فينيرا أرسال بعثاته فأرسل فينيرا 8 الذي أرسل بيانات من سطح الزهرة لمدة 50 دقيقة. ثم تلاهم فينيرا 9 وفينيرا 10 واللذان أرسلا أول الصور من أرض الزهرة. وقد أمن موقعي الهبوط صور لتضاريس مختلفة من على سطح الزهرة. حيث هبط فينيرا 9 على منحدر بزاوية 20 درجة منتشرة حوله صخور بمقاطع ما بين 30-40 سم، بينما هبط فينيرا 10 في أرضية بازلتية تشبه الألواح تتخللها تجاويف ناتجة عن عمليات التجوية.
في هذه الأثناء أرسلت الولايات المتحدة المسبار مارينر 10 إلى مدار الزهرة لينطلق إلى عطارد باندفاع الجاذبية. ليمر في فبراير 1974 على ارتفاع 5790 كم فوق الزهرة مرسلا أكثر من 4000 صورة فوتوغرافية، وكانت هذه الصور من أفضل الصور التي تم الحصول عليها في ذلك الوقت. لتظهر أن ملامح الكوكب لا تظهر في الضوء العادي، لكن كشفت الأشعة فوق البنفسجية معلومات عن سحب الكوكب لم يكن من الممكن الحصول عليها من خلال الرصد الأرضي.
تألف البرنامج الأمريكي مشروع بيونير الزهرة من قسمين منفصلين: بيونير الزهرة المداري وضع في مسار بيضاوي حول الزهرة في 4 ديسمبر 1978 وبقي هناك لأكثر من ثلاثة عشر سنة يدرس الغلاف الجوي ويقوم بترسيم راداري للكوكب. بينما أطلق بيونير الزهرة متعدد المسابير ما مجموعه 4 مسابير إلى الغلاف الجوي المحيط بالزهرة وكان هدفه دراسة تركيب الغلاف الجوي للزهرة والرياح والتدفقات الحرارية وقد انطلقت هذه المسابير في 9 ديسمبر 1978.
تم إرسال 4 بعثات أخرى تابعة لمشروع فينيرا الهادف إلى الدراسة الأرضية في السنوات الأربعة التالية. وتم الكشف من خلال فينيرا 11 وفينيرا 12 عن عاصفة كهربائية. بينما هبطت فينيرا 13 وفينيرا 14 وتحركت لمدة أربع أيام على سطح الزهرة من 1 مارس إلى 5 منه من سنة 1982 مرسلة أول صورة فوتوغرافية ملونة لسطح الزهرة. تم الاعتماد على فتح مظلة في جميع المهمات الأربعة، وقد تم فتح المظلة على ارتفاع 50 كم فوق سطح الزهرة. أمن الغلاف الجوي الكثيف الاحتكاك اللازم للحصول على الهبوط الآمن للعربات الفضائية الأربعة. وتم تحليل التربة بواسطة جهاز المطياف وجهاز التحليل باستخدام الأشعة السينية الملحقين بفينيرا 13 وفينيرا 14. لسوء الحظ تحطمت آلة تصوير فينيرا 14 وكسرت عدسته وفشل في القيام بتحاليل التربة.
أرسل المسبارين فينيرا 15 وفينيرا 16 في شهر أكتوبر من عام 1983 وتوضعا في مدار حول الزهرة وبدئا بترسيم راداري لسطح الزهرة باستخدام المجمع الراداري الكوي.
أخذ الإتحاد السوفيتي الأفضلية في سنة 1985 بالقيام بمهمة لدراسة مشتركة لكل من الزهرة ومذنب هالي الذي مر بالقرب من الكواكب الداخلية للمجموعة الشمسية في تلك السنة. للتواجه مركبتان فضائيتان تابعتان برنامج فيجا في مواجهة هالي في الفترة ما بين 11 إلى 15 يونيو من ذلك العام. وعلى غرار برنامج فينيرا تم تحرير مسبارين ليتوازن في الغلاف الجوي بواسطة بالون محققًا التوازن على ارتفاع 53 كم حيث كان الضغط ودرجة الحرارة مماثلة لما هي على الأرض، واستمرت المهمة لمدة 46 ساعة لتكتشف أن الغلاف الجوي للزهرة أكثر إضطرابا مما كان متوقعا ويخضع لرياح عاتية ونقل حراري خليوي.

### الترسيم الراداري
أطلق المسبار الفضائي ماجلان في 4 مايو 1989 في مهمة تابعة لوكالة ناسا بغرض الرسم الراداري لسطح الزهرة. الصور الرادارية ذات الدقة العالية التي تم الحصول عليها خلال الأربع سنين ونصف من عمر المهمة كانت ذات جودة تجاوزت جميع الصور في المهمات السابقة، وكانت مماثلة للصور الضوئية للكواكب الأخرى، وقد صور 98% من سطح الزهرة، كما رسم 95% من الحقل المغناطيسي للكوكب. وعند نهاية المهمة في سنة 1994 تم توجيه المسبار إلى الغلاف الجوي للزهرة بغرض قياس كثافته أثناء تحطمه. رصد الزهرة بواسطة المسبارين غاليلو وكاسيني أثناء مهمتهما إلى الكواكب الخارجية فيما بعد. لكن يعتبر ماجلان آخر مسبار أرسل خصيصا إلى الزهرة.

### المهمات الحالية والمستقبلية

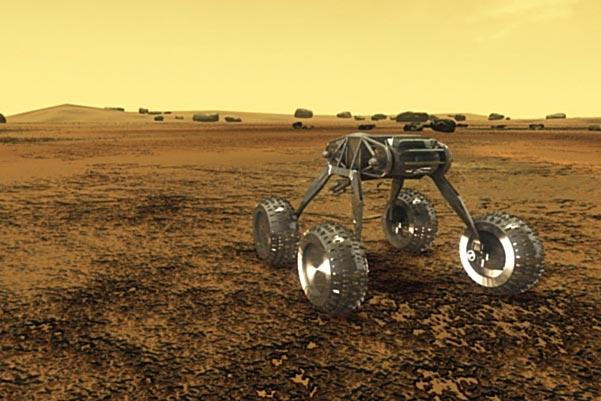
رسم تخيلي لإحدى مسبارات الزهرة المستقبلية الخاصة بوكالة ناسا.

تم تصميم وبناء المسبار مصور الزهرة من قبل وكالة الفضاء الأوروبية وأطلق على متن الصاروخ الروسي سويوز في 9 نوفمبر سنة 2005، وقد تمكن في الدخول بنجاح في مدار قطبي حول الزهرة في 11 أبريل 2006. ومهمة المسبار القيام بدراسة تفصيلية حول الغلاف الجوي وسحب الزهرة، كذلك ترسيم بيئة البلازما وملامح سطحه ودرجة حرارته. تمتد مهمته على الأقل لمدة 500 يوم أرضي أو ما يعادل سنتين من سنين الزهرة. وإحدى النتائج التي تم تحقيقها بواسطة هذا المسبار اكتشاف دوامة قطبية مضاعفة في القطب الجنوبي للزهرة.
قام مسبار ميسنجر بالقيام بتحليقين فوق الزهرة في أكتوبر سنة 2006 ويونيو 2007 ليبطئ من مساره ويدخل في مدار عطارد سنة 2011. وقد جمع بيانات علمية في كلا التحليقين. كما سترسل وكالة الفضاء الأوربية مسبار يدعى بيبي كولومبو إلى عطارد وسيقوم المسبار بتحليقين فوق الزهرة في أغسطس سنة 2013 قبل أن يصل عطارد سنة 2019.
أطلقت منظمة بحوث الفضاء اليابانية مهمة باسم أكاتوسوكي في 20 مايو سنة 2010، وتشمل التحقيقات المخطط لها تصوير السطح بكاميرا ذات أشعة تحت الحمراء، كما تهدف إلى تأكيد وجود البرق وتحديد وجود براكين حالية على سطحه. ضمن برنامج الحدود الجديد لوكالة ناسا، أعدت ناسا عربة فضائية تدعى فينوس إن سيتو إكسبلورر لدراسة الظروف السطحية واستكشاف العناصر والمعادن على سطح الكوكب. ستزود العربة بمثقاب لدراسة عينات من الصخور لم تتعرض للظروف السطحية القاسية الموجودة على سطح الكوكب. كما ستطلق روسيا المسبار فينيرا د في سنة 2026 لدراسة الكوكب عن طريق الاستشعار عن بعد إضافة إلى تنزيل عربة فضائية على سطحه.

## الزُّهَرَة عند القدماء

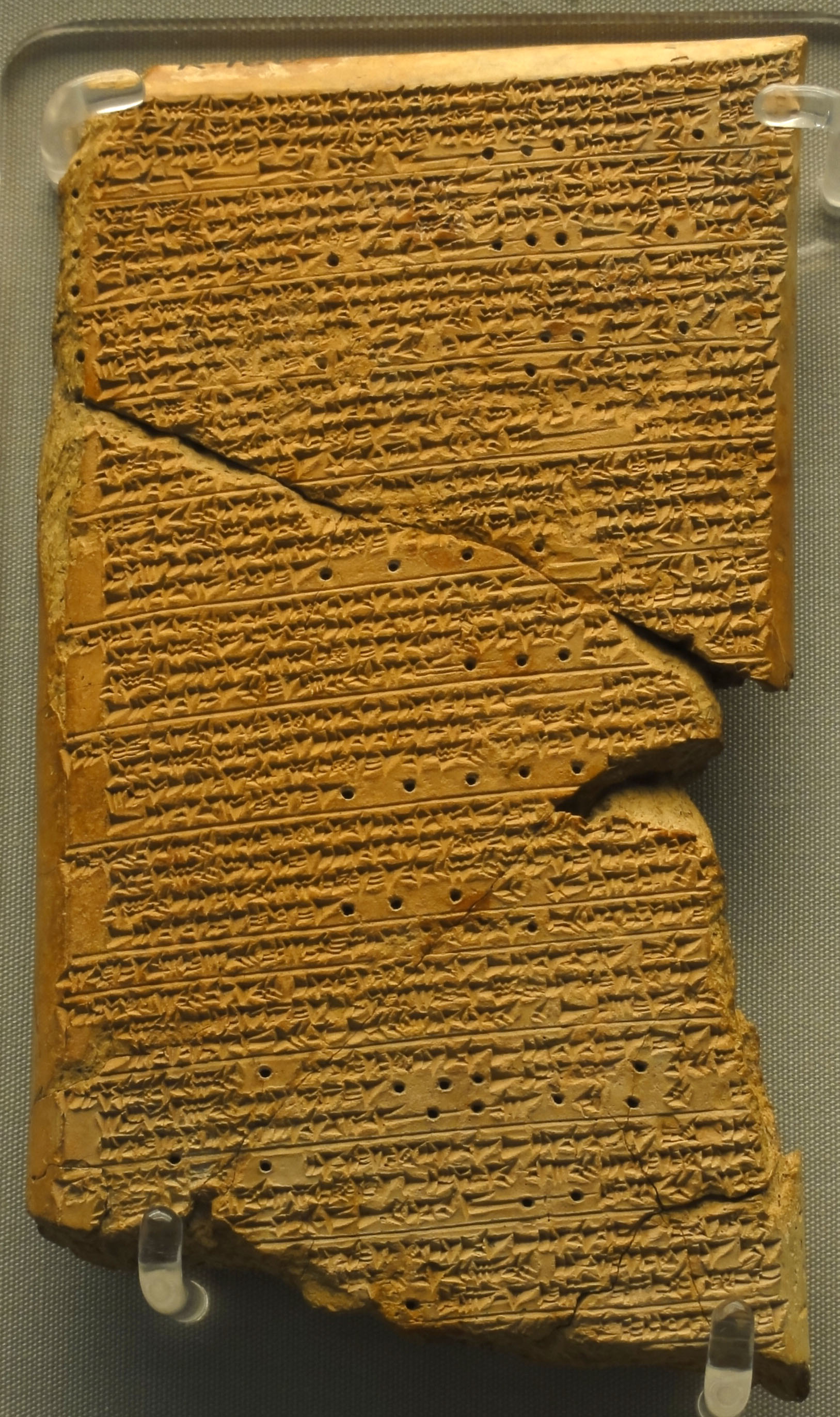
جدول الزهر لأنو وأنليل.

عرف البشر الزهرة منذ عصور ما قبل التاريخ، بما أنه واحد من أكثر النجوم لمعاناً في السماء واكتسب رسوخًا في الثقافة الإنسانية. وقد وصف في نصوص الكتابة المسمارية البابلية في جدول الزهر لأنو وأنليل وتصل تاريخ تلك الملاحظات إلى ما قبل سنة 1600 قبل الميلاد. وقد سمى البابليون هذا الكوكب باسم عشتار وهي تمثل الأنوثة وإلهة الحب عندهم.
اعتقد المصريون القدماء بأن الزهرة هو جرمين منفصلين وقد دعو نجمة الصباح باسم «تيوموتيري» ونجمة المساء باسم «كويتي». وكذلك اعتقد الإغريق بحيث دعوا نجمة الصباح باسم «فوسفوروس» (باليونانية القديمة: Φωσφόρος) ونجمة المساء باسم «هيسبوروس» (باليونانية القديمة: Ἐωσφόρος). أدرك الإغريق في العصر الهلنستي أن كلا الجرمين هما جرم واحد، وقد دعوه فيما بعد باسم إلهة الحب «أفروديت».
ومن ثم دعى الرومان هذا الكوكب باسم «فينوس» وهو اسم إلهة الحب عند الرومان.
كان الزهرة هاماً لدى حضارة المايا الذين أنشأوا رزنامة دينية واعتمد جزء منها على حركة الزهرة، لتحديد والتنبأ بظواهر مثل الحرب. كما كان الزهرة هاماً لسكان أستراليا الأصليين حيث كان يجتمع حشد منهم بعد غروب الشمس بانتظار ظهور الزهرة، للتعبير عن اتصالهم بمن ماتوا من أحبتهم. كما يعرف الزهرة عند الهنود القدماء باسم «شوكرا» (بالسنسكريتية دولية الأبجدية: शुक्र ،சுக்ரன் ،ಶುಕ್ರ) وهو واحد من تسعة نافرجها، كما هو الحال بالنسبة إلى إله الثروة والمتعة والتكاثر.

## صور

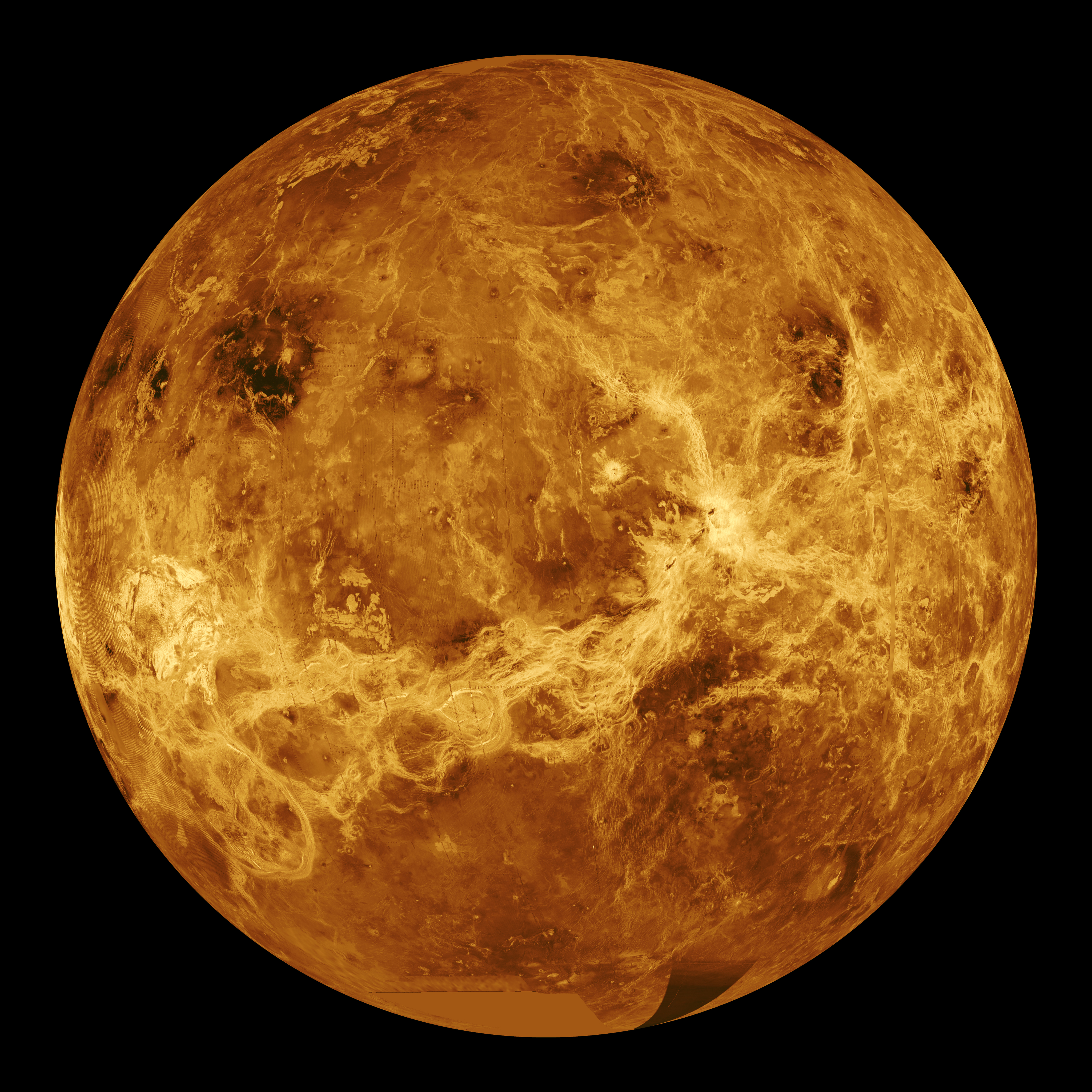
كوكب الزهرة.
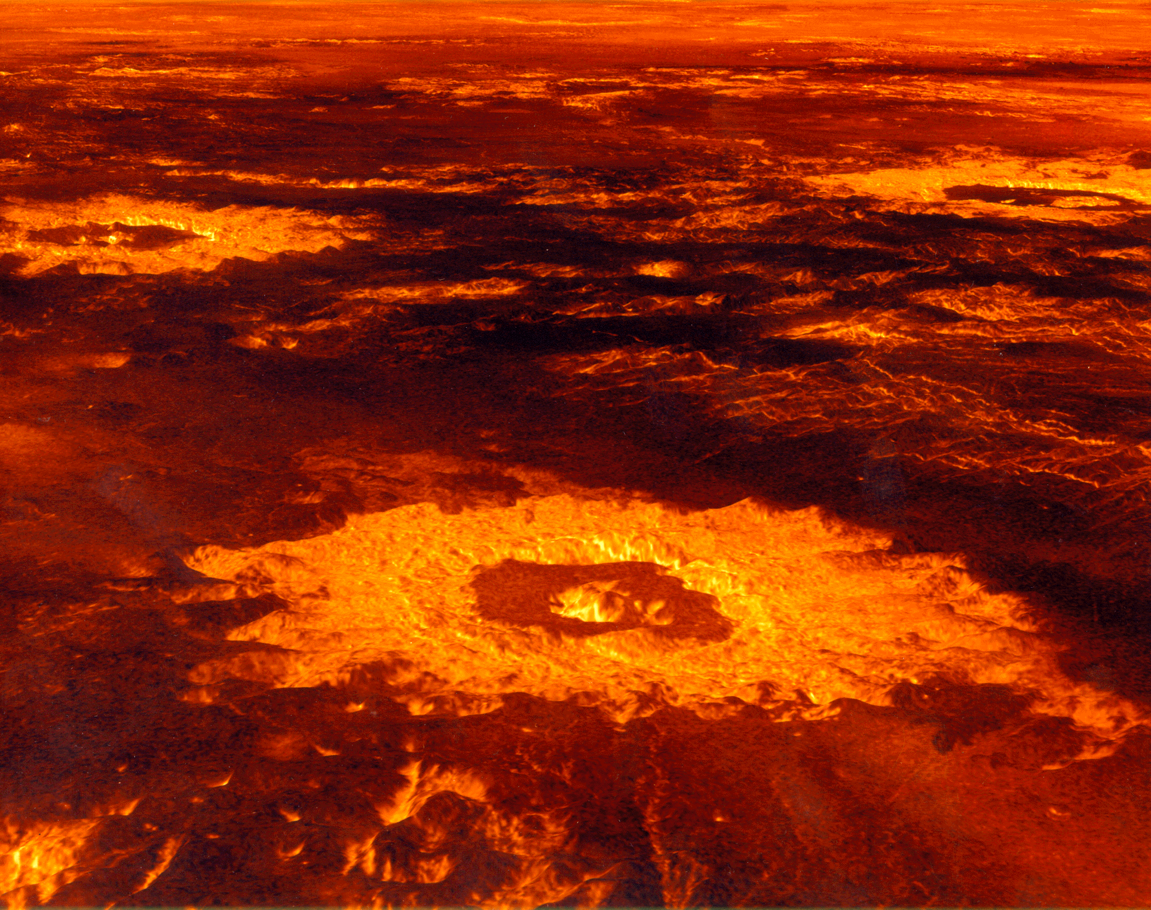
صور مقربة لسطح كوكب الزهرة.
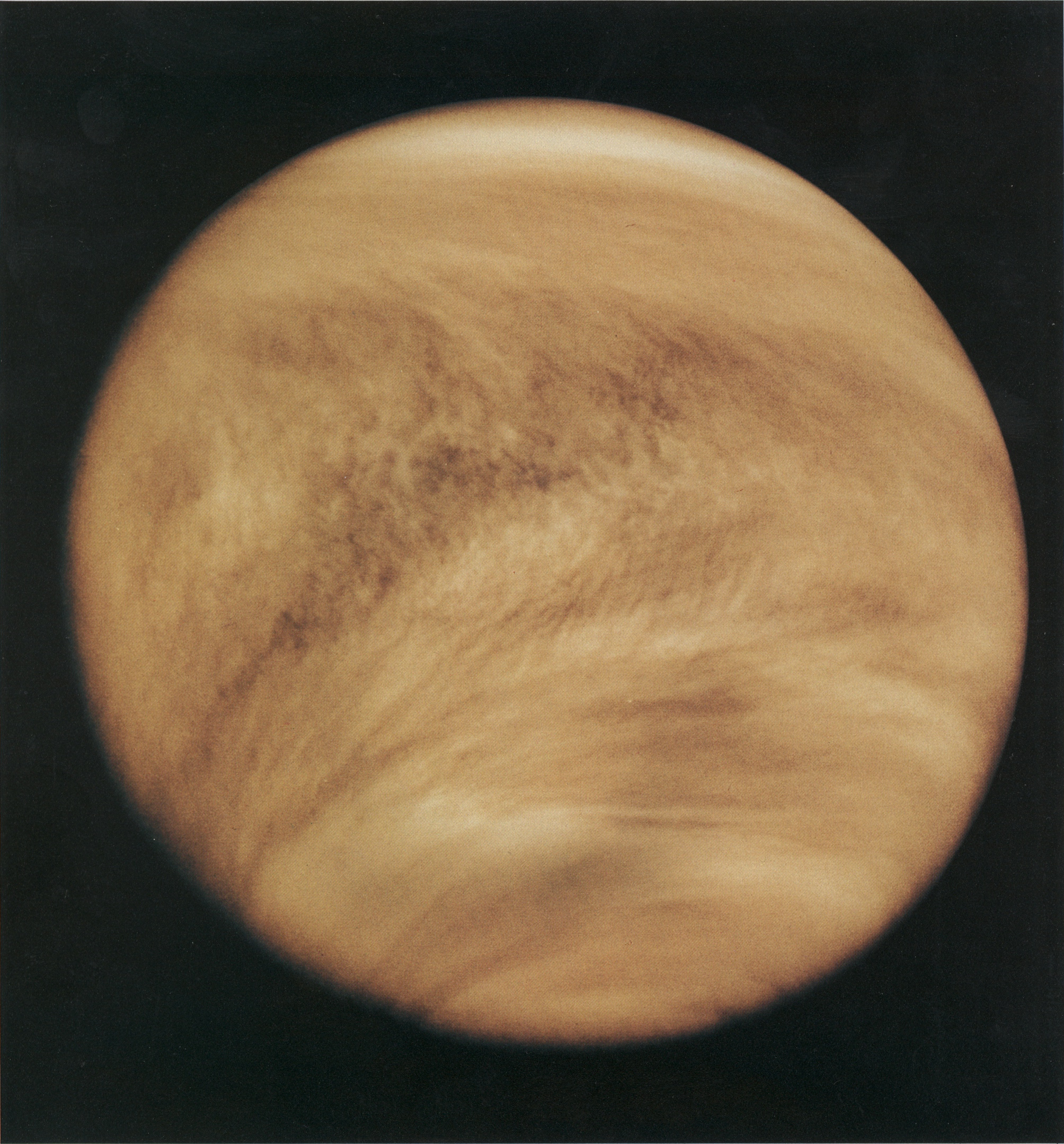
تشكيلات للسحب فوق كوكب الزهرة صورت بالأشعة فوق البنفسجية.
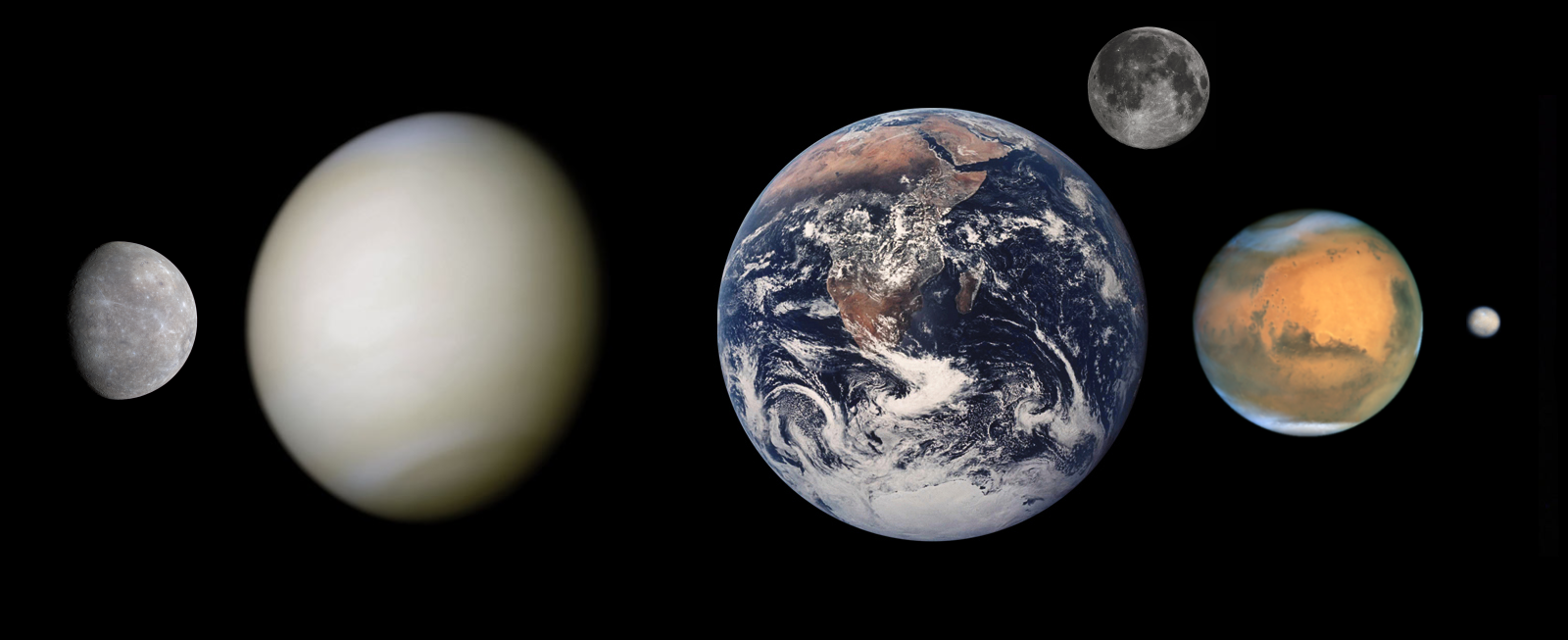
مقارنة للحجم بين كواكب المجموعة الشمسية: المريخ، الأرض، الزهرة وعطارد.
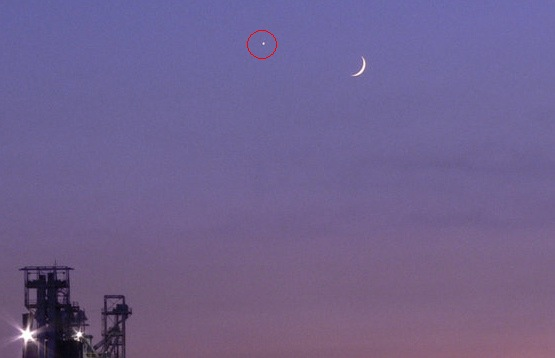
كوكب الزهرة يظهر في المساء.
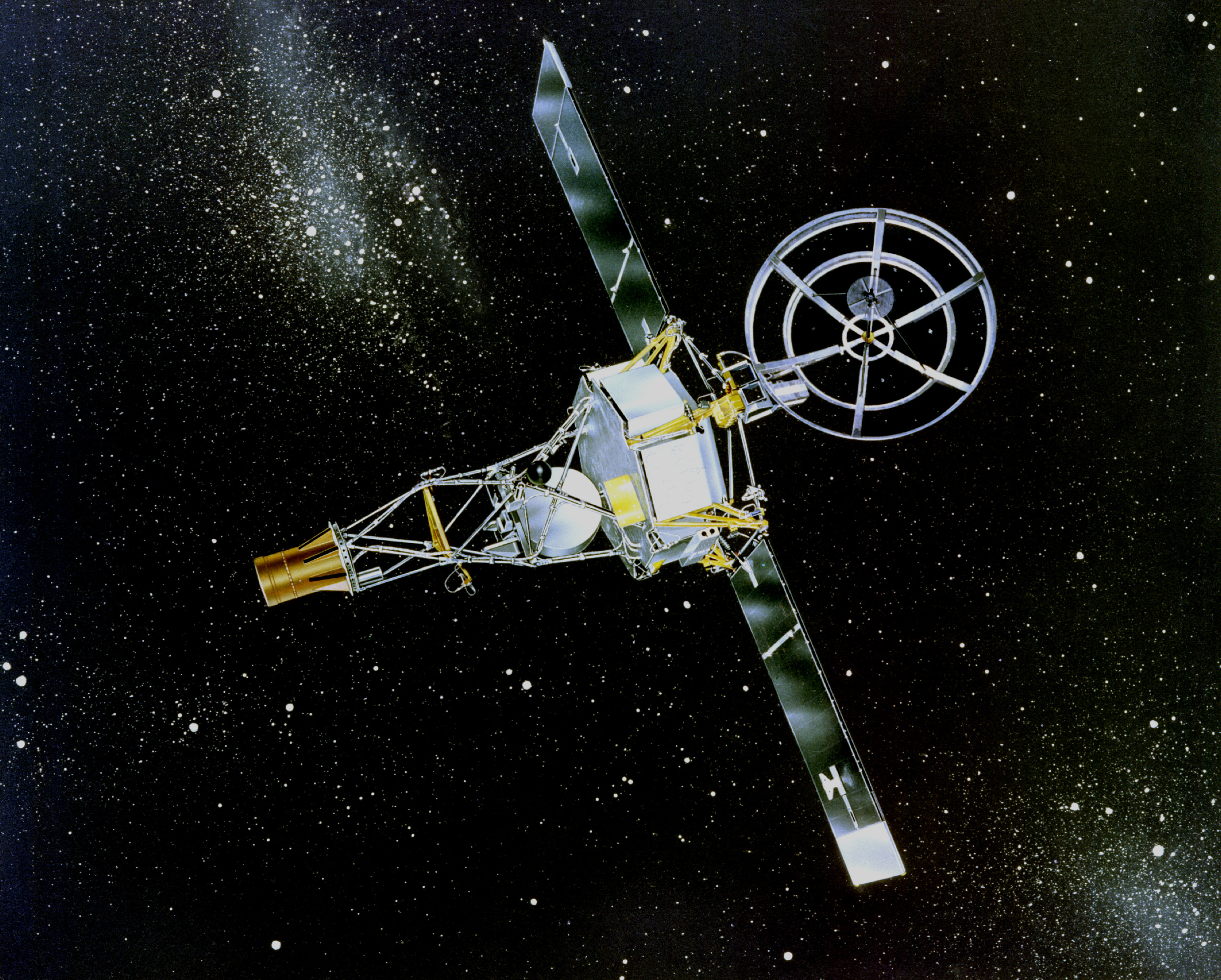
المركبة الفضائية مارينر 2 التي أطلقت في عام 1962.
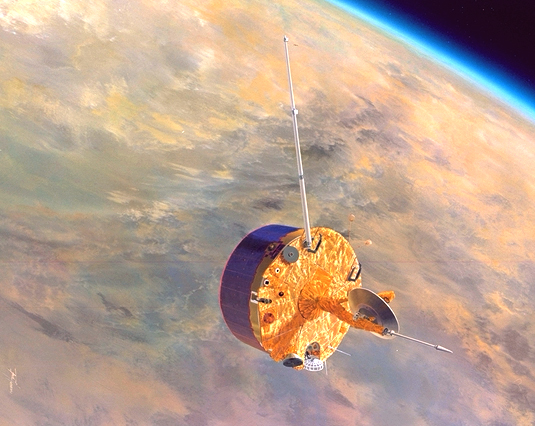
مركبة مدارية لمراقبة كوكب الزهرة.
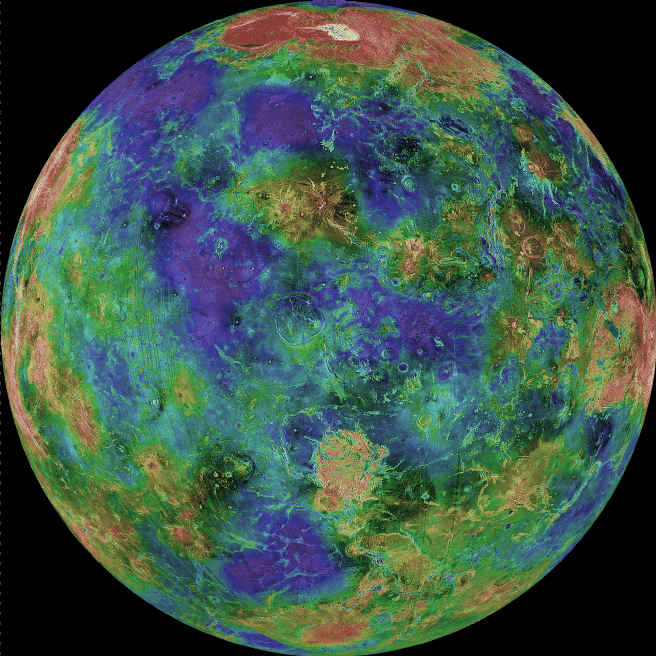
صورة التقطها المركبة الفضائية ماجلان لكوكب الزهرة.

## وصلات خارجية
- معلومات عن الزهرة من موقع الناسا لاستكشاف المجموعة الشمسية.
- الاستكشافات السوفيتيّة للزهرة، بيان مصوّر.
- صفحة الزهرة في موقع الكواكب التسعة.
- البعثات العلمية إلى الزهرة من موقع الناسا.
- الصفحة الرئيسية لبعثة ماجلان.
- معلومات عن مشروع بيونير الزهرة من وكالة الناسا.
- معلومات مفصلة حول عبور الزهرة.
- خرائط للزهرة في موقع NASA World Wind.
- مطاردة الزهرة، مراقبة عبور الكوكب.
- قاعدة معلومات الفوّهات الصدمية على الزهرة من معهد الأقمار والكواكب.
- ثورستن دامبك: الجحيم المستعرّ خلف الوشاح، أبحاث ماكس بلانك، 4/2009، صفحة. 26 - 33